# Toyota Aygo
Toyota Aygo — це маленькі хетчбеки, що виробляються компанією Toyota в основному для Європейського ринку.

## Перше покоління (AB10/AB20/AB30; 2005-2014)
Рішення випускати маленькі автомобілі з витратами на його розробку з обох сторін було прийнято в 12 липня 2001 року, президентами Toyota і PSA Peugeot Citroën, Fujio Cho. і Jean-Martin Folz. відповідно. Цей проект був названий B-Zero. Citroën C1 і Peugeot 107 це версії одного автомобіля від різних компаній (марок). 
Toyota Aygo пропонувався з липня 2005 року з трьома або п'ятьма дверима. Ціна Aygo починалася з 8,500 євро (6,845 британських фунтів). Автомобіль відрізнявся від побратимів (Peugeot 107 і Citroën C1) інтер'єром, маркою, назвою і легко впізнаваною задньою частиною автомобіля. Планувалося випускати 300000 автомобілів на рік, по 100000 авто кожної марки. Продажі почалися в липні 2005 року і були доступні 5-ти і 3-х дверні версії в кузові хетчбек. Були доступні дві версії двигунів: бензиновий 1.0 літровий 3-циліндровий потужністю 68 к.с. (51 кВт), і дизельний 1.4 літра HDi 4-циліндровий потужністю 54 к.с. (40 кВт).
У січні 2010 року частина автомобілів Aygo, а також Peugeot 107 і Citroën C1, були відкликані у зв'язку з заїданням педалі акселератора в натиснутому стані. За інформацією наданою компанією Toyota, несправність мала місце тільки на автомобілях з автоматичною коробкою передач.
| Зірок за Euro NCAP з Краш-тесту |

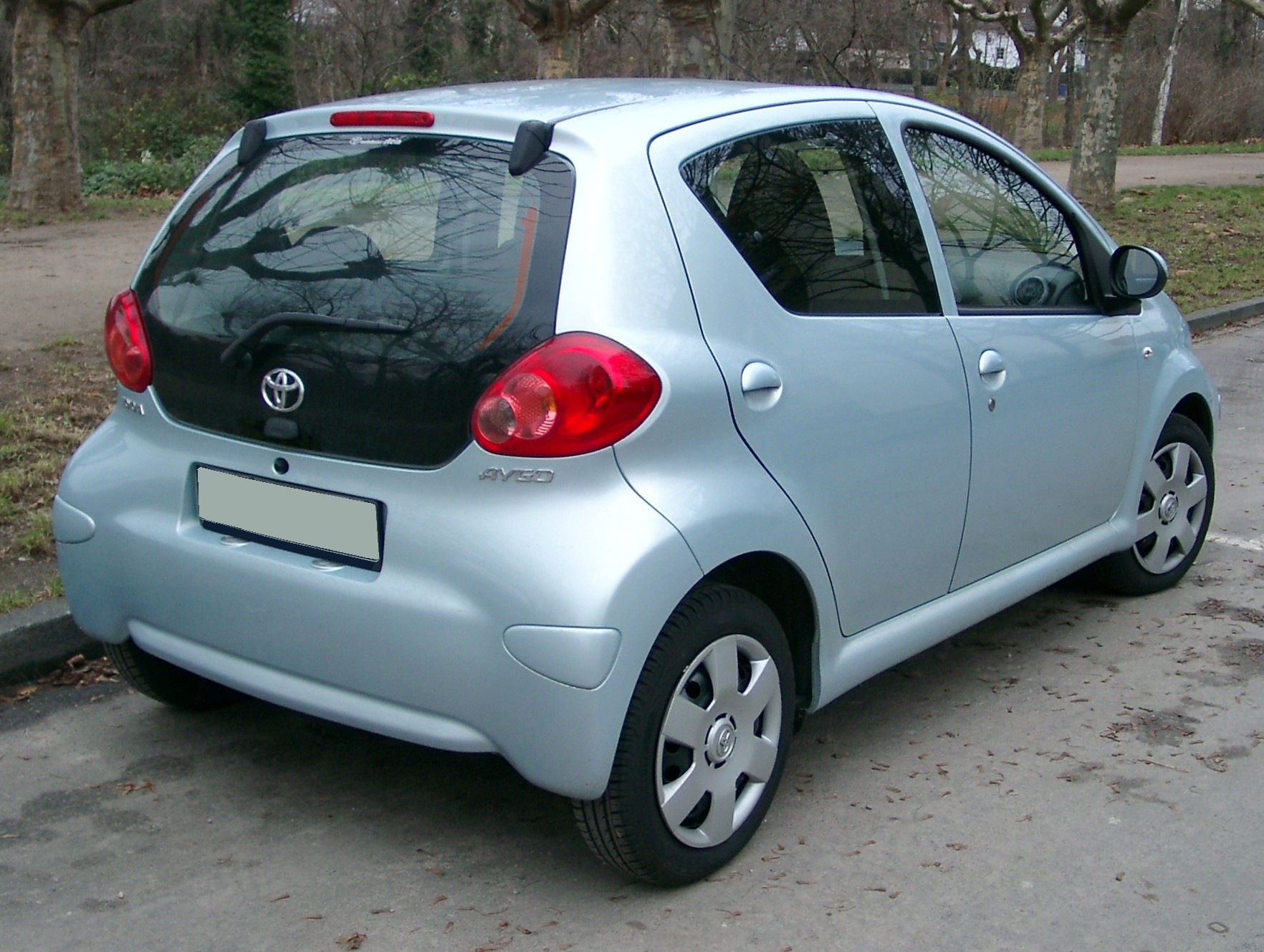
Toyota Aygo 5дв. (2005-2009)
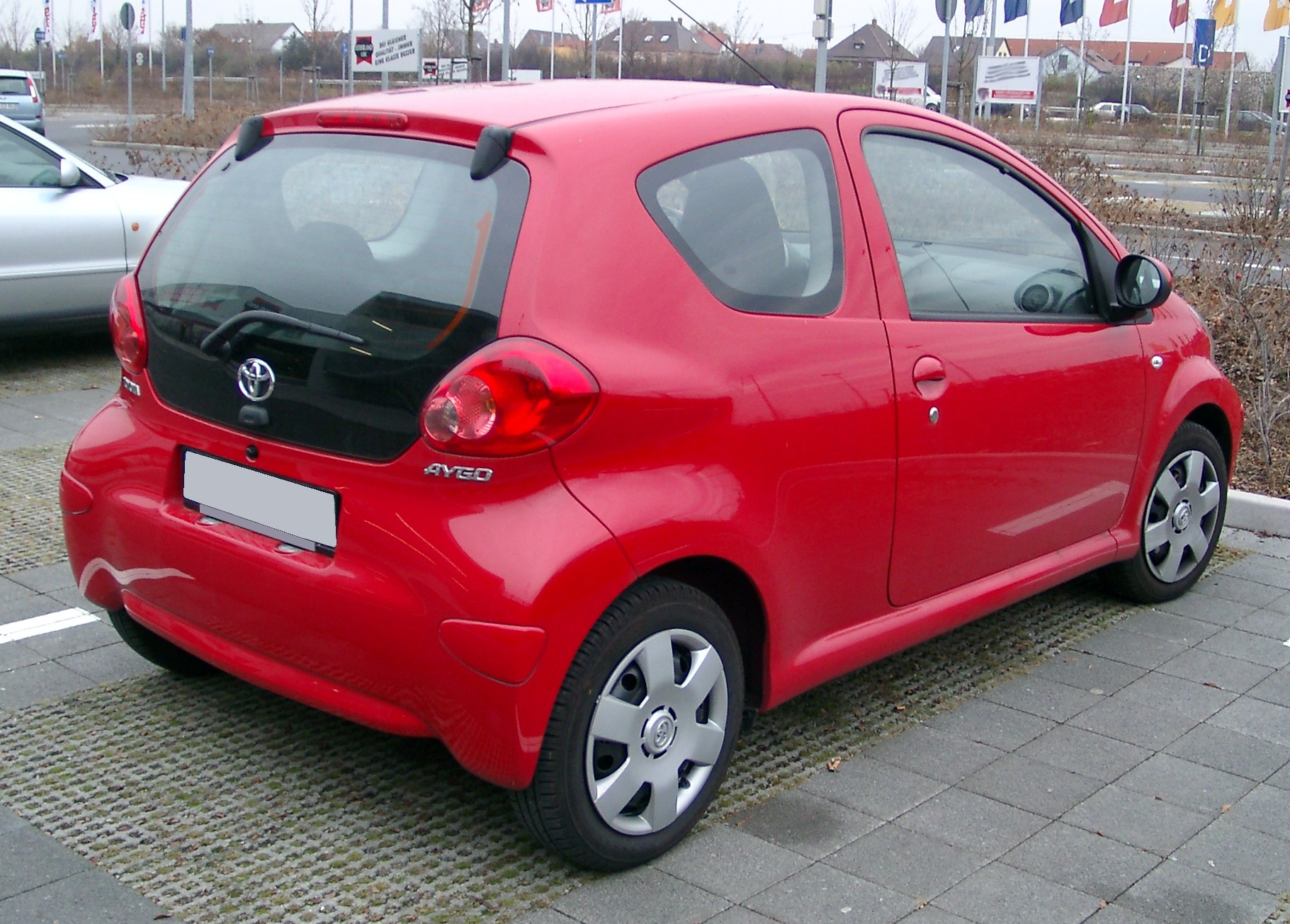
Toyota Aygo 3дв. (2005-2009)
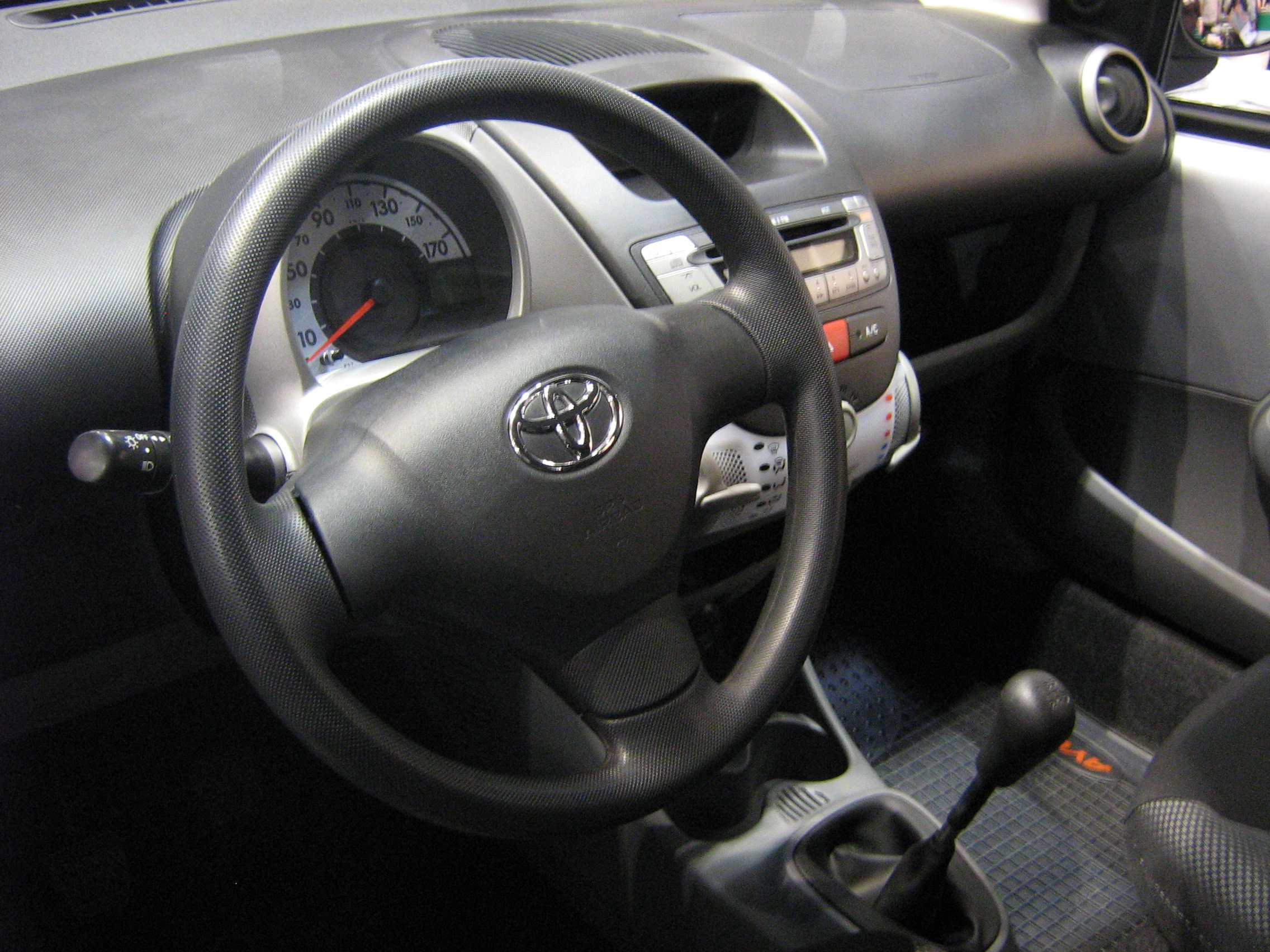

В кінці 2008 року модель отримала фейсліфтинг, в продажі вона з'явилася 29 січня 2009 року. Зміни торкнулися задніх ліхтарів, переднього бампера і решітки радіатора. Комплектації не змінилися. Були знижені викиди CO2 і збільшена економія палива. Також стали доступні нові кольори кузова.

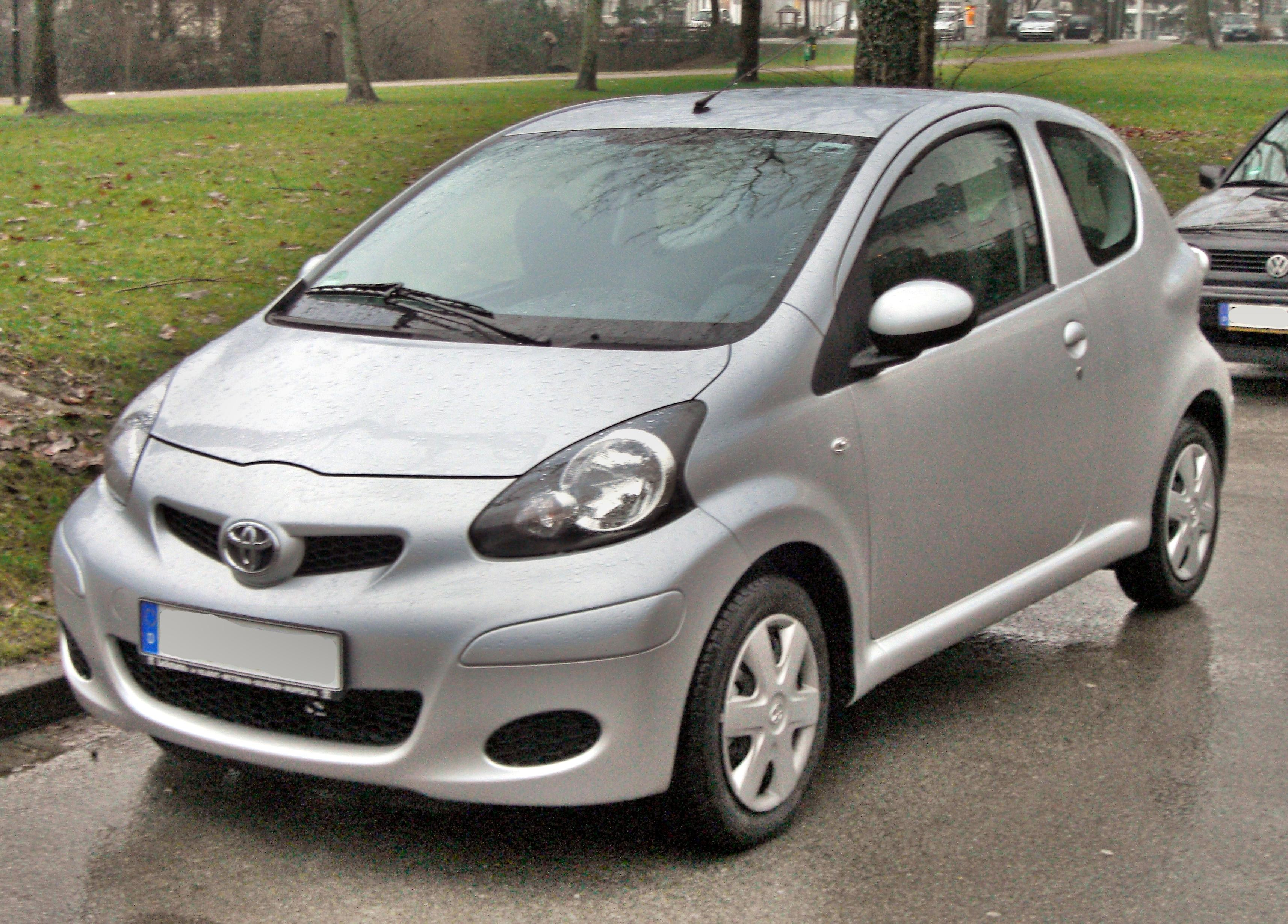
Toyota Aygo 3дв. (2009–2012)
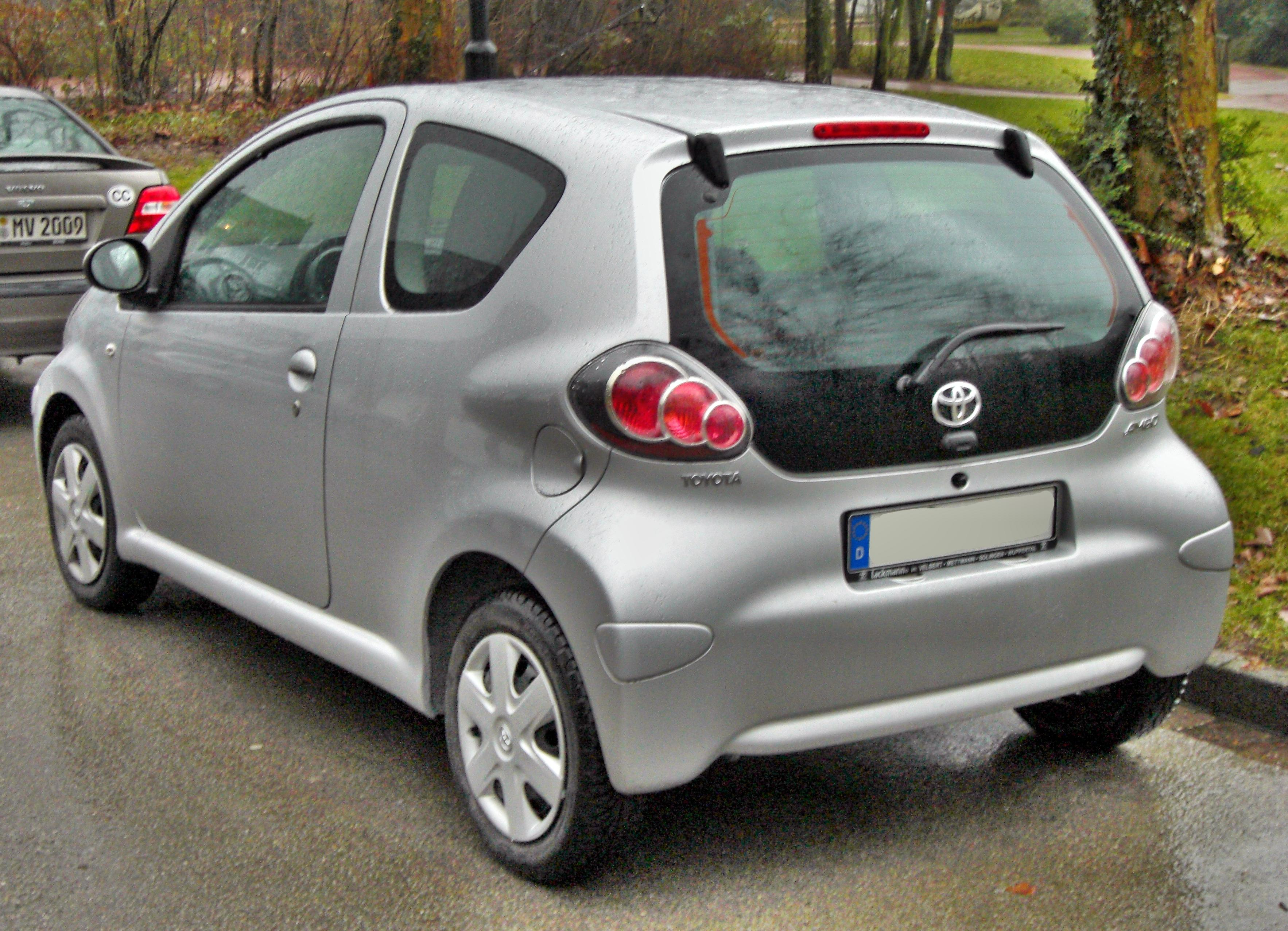
Toyota Aygo 3дв. (2009–2012)

Весною 2012 року Aygo оновили вдруге.

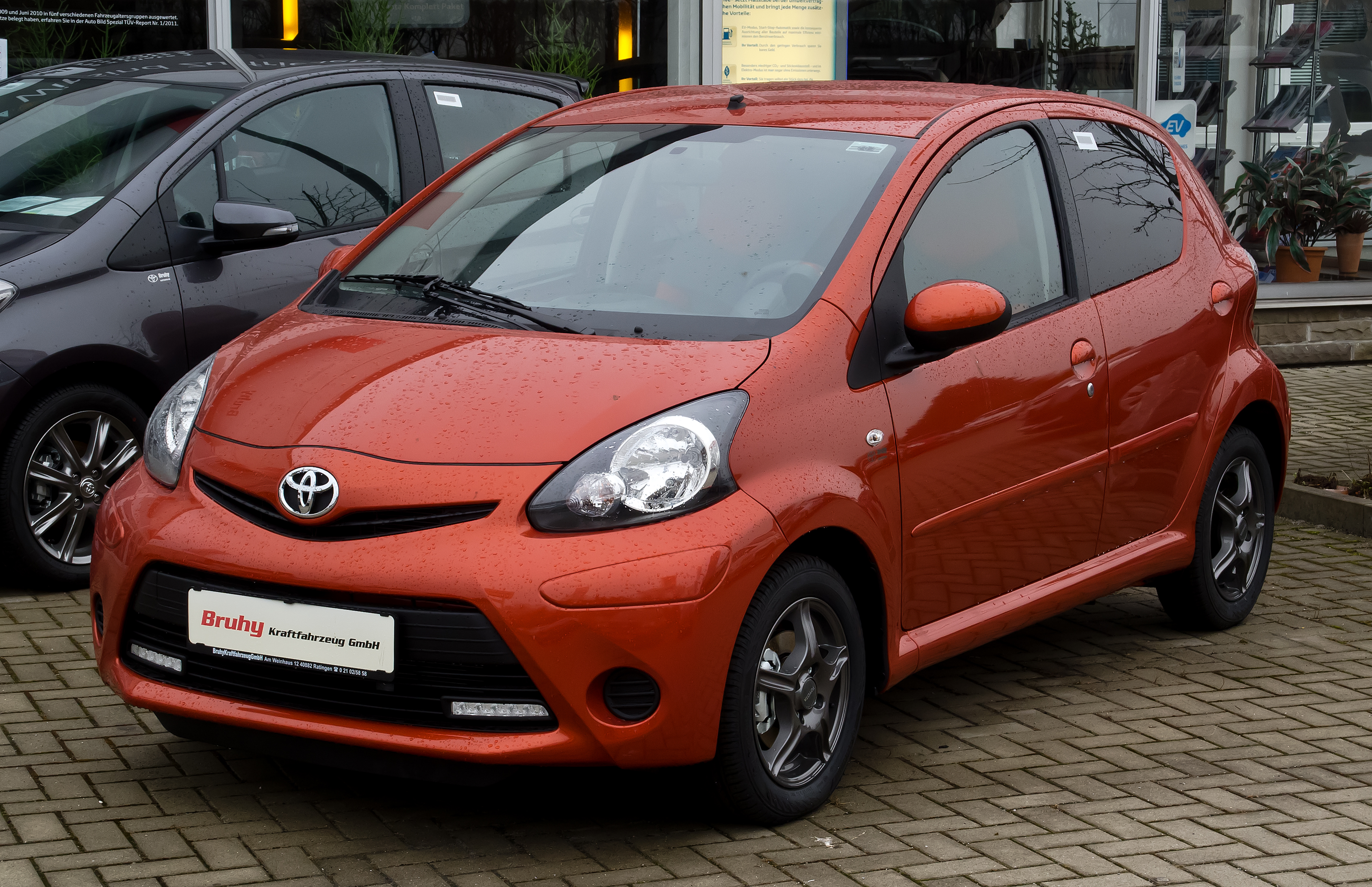
Toyota Aygo 5дв. (з 2012)
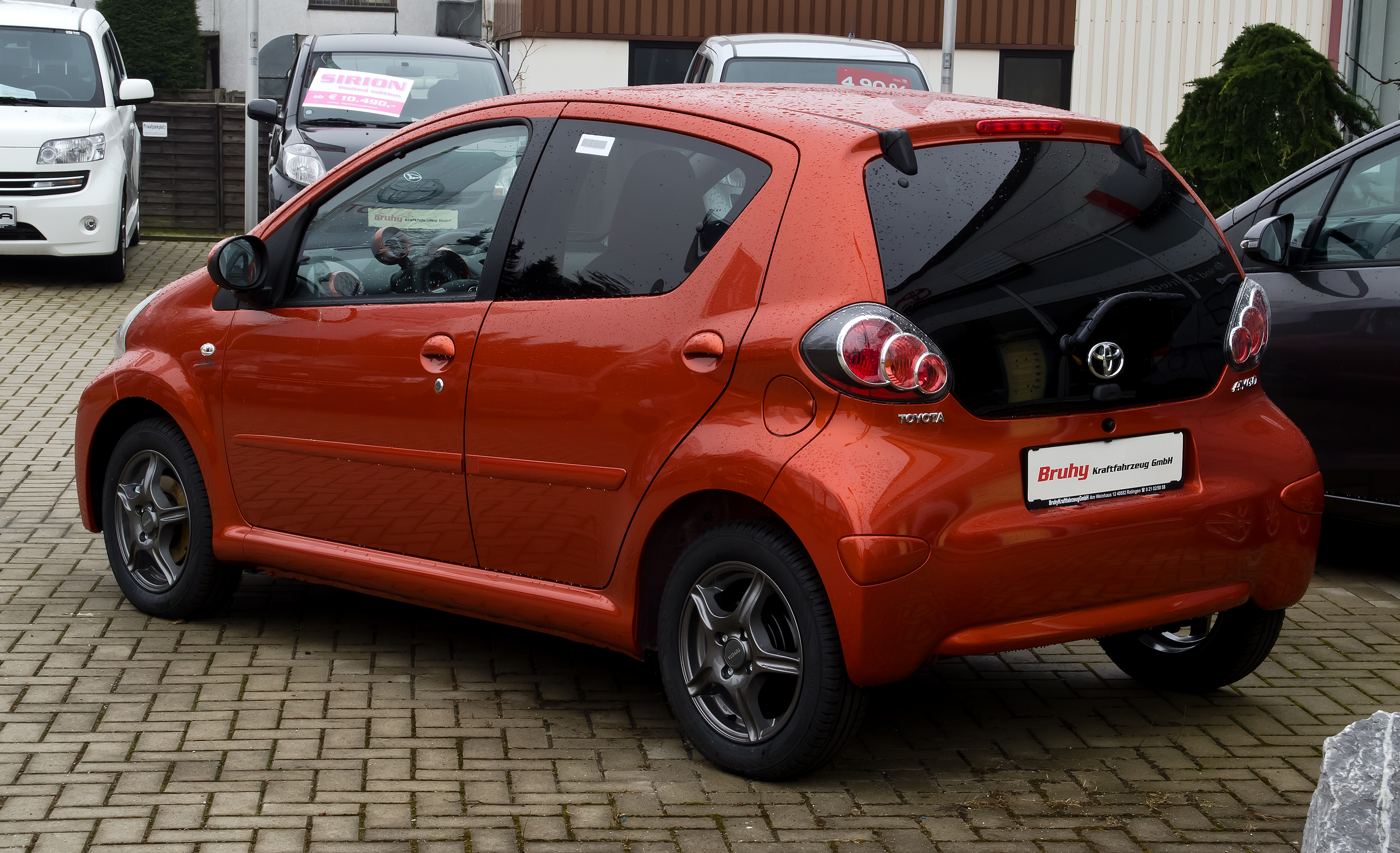
Toyota Aygo 5дв. (з 2012)

### Двигуни
- 1.0 L 1KR-FE I3 (KGB10)
- 1.4 L diesel DV4 I4 (WNB10)

## Друге покоління (AB40; 2014-2021)

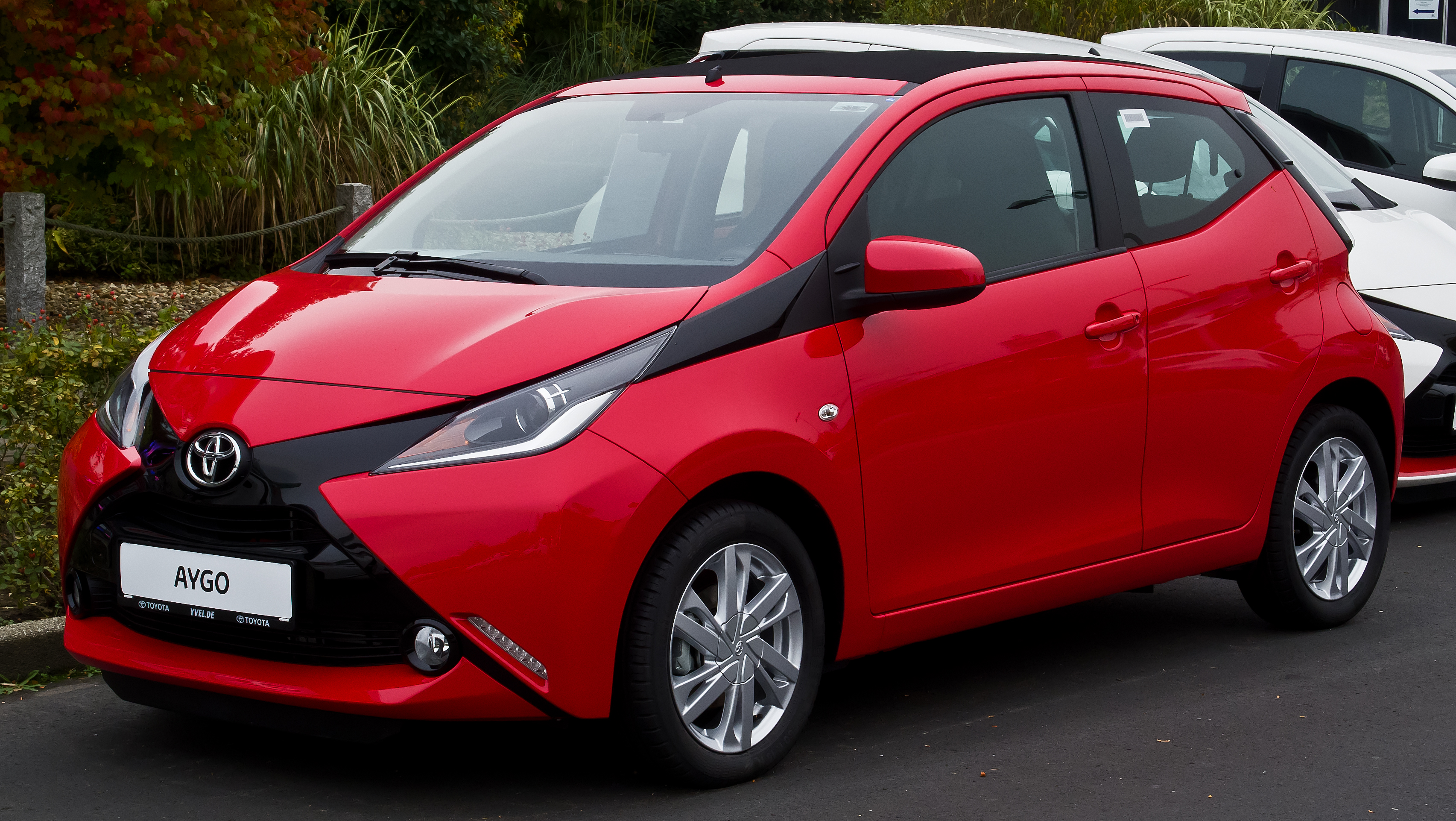
Toyota Aygo 2 (2014-2018)

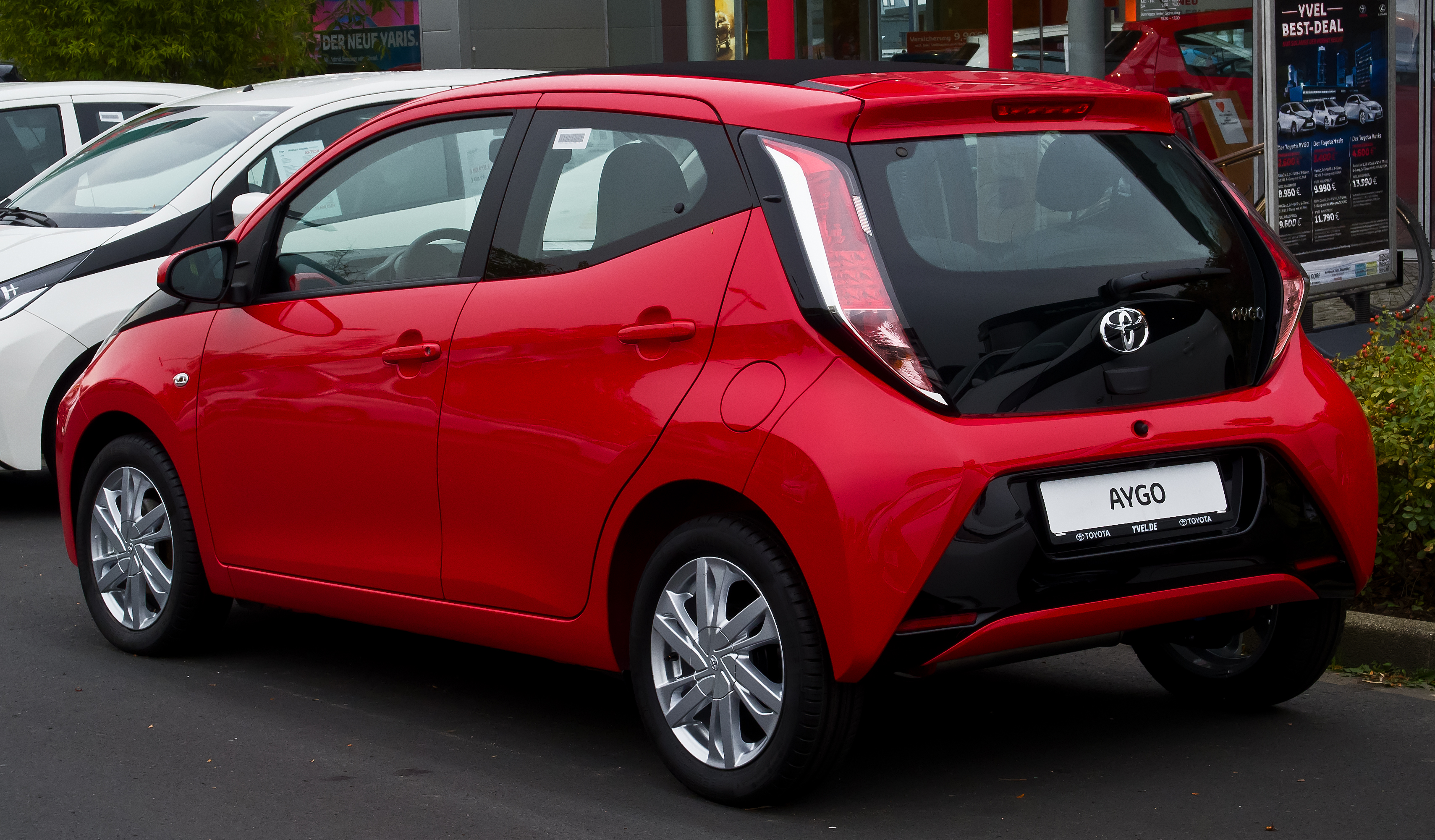
Toyota Aygo 2 (2014-2018)

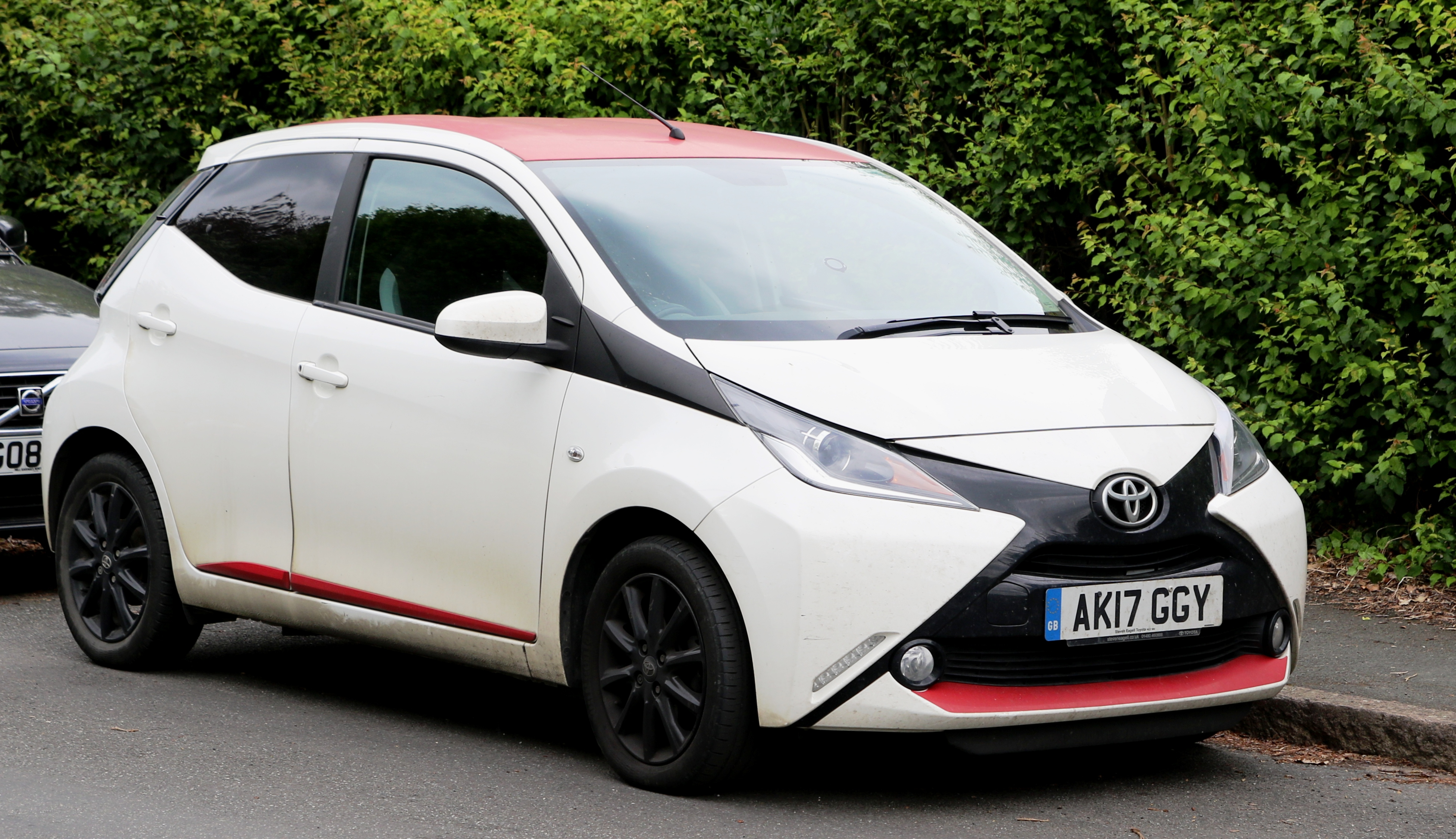
Toyota Aygo 2 (2018-2021)

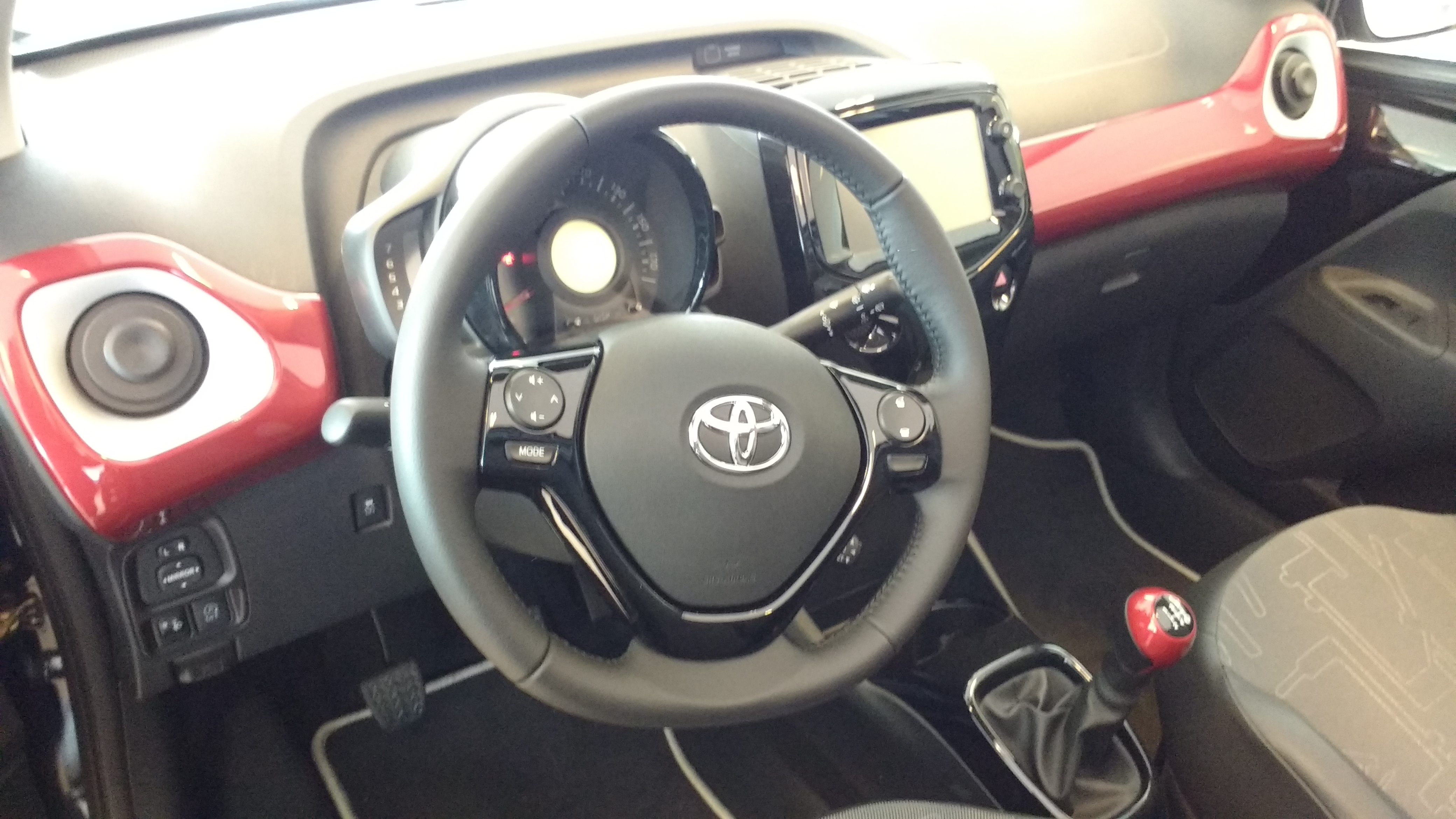

Друге покоління дебютує на автосалоні в Женеві в березні 2014 року.
Автомобіль збудований на платформі, спільно розробленій компаніями PSA Peugeot Citroën та Toyota, поряд з Citroën C1 другого покоління та Peugeot 108. Спочатку буде комплектуватись трициліндровим двигуном 1.0 л (68 к.с.).
Це покоління відрізняється від попередніх версій вдосконаленими технологіями і більш цікавим дизайном. Крім 5-дверного кузова, Айго також може бути 3-дверним. Основними конкурентами автомобіля вважається Hyundai i10 і Volkswagen Up. Для цього хетчбека, крім багатої стандартної комплектації, доступно безліч варіантів опціональних комплектуючих. 
Унікальний екстер'єр автомобіля нікого не залишить байдужим. Рестайлінг другого покоління торкнувся не тільки зовнішнього оформлення з його Х-образною стилістикою, а й технічної частини. Довжина Айго збільшилася до 3455 мм, ширина - 1615 мм, висота 1460 мм, а колісна база дорівнює 2340 мм. Розміри шин автомобіля рівні 165 / 65R14. Стандартна комплектація Toyota Aygo включає у себе: USB-порт, систему допомоги при спуску, світлодіодні фари головного світла, 5-ступінчасту коробку передач, гідропідсилювач керма, ABS, EBD, 2 передні подушки безпеки, радіо з CD-плеєром, заднє скло з обігрівом, задні сидіння, радіо DAB, кондиціонер і камеру заднього виду. 

### Двигуни
- 1.0 L 1KR-FE I3 (KGB40)
- 1.2 L H4F I3 (PAB40)

## Продажі
| рік  | Європа  |
| ---- | ------- |
| 2005 | 21,360  |
| 2006 | 96,251  |
| 2007 | 102,671 |
| 2008 | 101,303 |
| 2009 | 103,252 |
| 2010 | 83,063  |
| 2011 | 88,477  |
| 2012 | 72,295  |
| 2013 | 63,993  |
| 2014 | 68,874  |
| 2015 | 86,085  |
| 2016 | 84,321  |
| 2017 | 84,588  |
| 2018 | 92,187  |
| 2019 | 99,510  |
| 2020 | 82,711  |

## Зноски
1. ↑  Ergebnisse des baugleichen Citroën C1 beim Euro NCAP-Crashtest 2005. Архів оригіналу за 26 грудня 2012. Процитовано 24 липня 2009.
2. ↑  Як ми тестували Toyota Aygo 2016. automoto.ua. Архів оригіналу за 5 листопада 2016. Процитовано 4 листопада 2016.
3. ↑  Toyota Aygo European sales figures. carsalesbase.com (амер.). 31 січня 2014. Архів оригіналу за 26 грудня 2021. Процитовано 14 грудня 2020.